# Discographie de Tina Turner
Cet article concerne la carrière discographique solo de Tina Turner. Pour la discographie avec Ike Turner, voir Discographie d'Ike and Tina Turner.
La discographie de la chanteuse américaine Tina Turner comprend neuf albums studio, trois albums en public, deux bandes originales, six compilations et plus de 70 singles.
Souvent surnommée la « reine du rock'n'roll », Turner a vendu entre 100 et 150 millions d'albums dans le monde,,, avec des affirmations allant jusqu'à 200 millions,, ce qui fait d'elle l'une des artistes féminines ayant vendu le plus d'albums dans l'histoire de la musique. Selon la Recording Industry Association of America, Turner a vendu 10 millions d'albums certifiés aux États-Unis.
La carrière discographique de Turner s'est étendue sur cinq décennies, commençant avec son premier enregistrement Boxtop en 1958 et se terminant officiellement en 2009 après sa tournée Tina!: 50th Anniversary. Le magazine Rolling Stone l'a classée comme la 17e meilleure chanteuse de tous les temps et la 63e meilleure artiste de tous les temps. Elle est la première artiste à avoir été classée dans le top 40 pendant sept décennies consécutives au Royaume-Uni. L'album Private Dancer reste le plus grand succès de sa carrière avec 12 millions d'exemplaires vendus dans le monde,,. Simply the Best est le dix-huitième album d'une artiste féminine le plus vendu au Royaume-Uni, avec plus de 7 millions d'exemplaires écoulés dans le monde. Tina Turner figure également parmi les artistes féminines les plus vendues au Royaume-Uni (9,6 millions) et en Allemagne (6,3 millions).

## Albums

### Albums studio
| Tina Turns the Country On!                                                     | - Sortie : septembre 1974 - Label : United Artists - Formats : cassette, LP        | —   | —  | —   | — | —  | —  | — | —  | — | — | |
| Acid Queen                                                                     | - Sortie : août 1975 - Label : United Artists/EMI - Formats : cassette, LP         | 155 | 39 | 75  | — | —  | —  | — | —  | — | — | |
| Rough                                                                          | - Sortie : septembre 1978 - Label : United Artists/EMI - Formats : cassette, LP    | —   | —  | —   | — | —  | —  | — | —  | — | — | |
| Love Explosion                                                                 | - Sortie : novembre 1979 - Label : United Artists/EMI - Formats : cassette, LP     | —   | —  | —   | — | —  | —  | — | —  | — | — | |
| Private Dancer                                                                 | - Sortie : 29 mai 1984 - Label : Capitol - Formats : cassette, CD, LP              | 3   | 1  | 7   | 1 | 1  | 14 | 2 | 3  | 3 | 2 | - US : 5 × Platine - AUS : Platine - CAN : 7 × Platine - ALL : 5 × Or - NED : Platine - UK : 3 × Platine                                 |
| Break Every Rule                                                               | - Sortie : 23 septembre 1986 - Label : Capitol - Formats : cassette, CD, LP        | 4   | 7  | 11  | 2 | 3  | 16 | 1 | 2  | 1 | 2 | - US : Platine - AUT : 2 × Platine - CAN : 2 × Platine - ALL : 2 × Platine - NED : Or - UK : Platine                                     |
| Foreign Affair                                                                 | - Sortie : 13 septembre 1989 - Label : Capitol - Formats : cassette, CD, LP        | 31  | 83 | 15  | 1 | 12 | 11 | 1 | 6  | 1 | 1 | - US : Or - AUS : Platine - AUT : 3 × Platine - CAN : Platine - ALL : 2 × Platine - NED : Platine - SWI : 4 × Platine - UK : 5 × Platine |
| Wildest Dreams                                                                 | - Sortie : 22 avril 1996 - Label : Virgin, Parlophone - Formats : cassette, CD, LP | 61  | 26 | 14  | 2 | 29 | 14 | 2 | 4  | 1 | 4 | - AUT : Platine - CAN : Or - ALL : Platine - NED : Platine - SUI : Platine - UK : 2 × Platine                                            |
| Twenty Four Seven                                                              | - Sortie : 28 octobre 1999 - Label : Virgin, Parlophone - Formats : cassette, CD   | 21  | 29 | 194 | 5 | 9  | 23 | 3 | 24 | 1 | 9 | - US : Or - AUT : Or - CAN : Or - ALL : 3 × Or - SUI : Platine - UK : Platine                                                            |
| « — » indique que l'album n'est pas sorti ou ne s'est pas classé dans le pays. |                                                                                    |     |    |     |   |    |    |   |    |   |   | |

### Albumslive
| Tina Live in Europe                                                            | - Sortie : 21 mars 1988 - Label : Capitol - Formats : cassette, CD, LP | 86  | —  | 37 | 4  | 34 | —  | 4  | 3  | 3  | 8  | - AUT : Platine - GER : Or - NED : Platine - UK : Or |
| Divas Live '99 (en) (avec divers artistes)                                     | - Sortie : 2 novembre 1999 - Label : Arista - Formats : cassette, CD   | 90  | 78 | —  | 43 | —  | 42 | 60 | 41 | 14 | —  | - US : Or                                            |
| Tina Live                                                                      | - Sortie : 28 septembre 2009 - Label : Parlophone - Formats : CD, DVD  | 169 | 80 | —  | 8  | —  | 93 | 18 | 3  | 45 | 43 |                                                      |
| « — » indique que l'album n'est pas sorti ou ne s'est pas classé dans le pays. |                                                                        |     |    |    |    |    |    |    |    |    |    |                                                      |

### Compilations
| Simply the Best                                                                | - Sortie : 22 octobre 1991 - Label : Capitol - Formats : cassette, CD, LP                      | 113                  | 99                   | 12                   | 8                    | 40                   | 4                    | 3                    | 3                    | 2                    | - US : Platine - AUS: 3 × Platine - AUT: 2 × Platine - CAN : Or - ALL : 3 × Or - NED : Platine - SUI : 2 × Platine - UK : 8 × Platine |
| The Collected Recordings                                                       | - Sortie : 15 novembre 1994 - Label : Capitol - Formats : 3 CD box set                         | —                    | —                    | —                    | —                    | —                    | —                    | —                    | —                    | —                    | |
| All the Best                                                                   | - Sortie : novembre 2004 - Label : Capitol, EMI, Parlophone - Formats : CD, digital download   | 2                    | 12                   | 17                   | 3                    | 4                    | 5                    | 7                    | 3                    | 6                    | - US : Platine - AUT : Platine - CAN : Platine - ALL : 3 × Or - NED : Or - SUI : Platine - UK : Platine                               |
| Tina! / The Platinum Collection                                                | - Sortie : 30 septembre 2008 - Label : Capitol, EMI, Parlophone - Formats : CD, téléchargement | 61                   | 28                   | 58                   | 13                   | 49                   | 22                   | 9                    | 16                   | 14                   | - UK : Or |
| Love Songs                                                                     | - Sortie : 3 février 2014 - Label : Rhino - Formats : CD, téléchargement                       | —                    | —                    | —                    | —                    | —                    | 56                   | —                    | 30                   | 30                   | |
| The Greatest Hits                                                              | - Sortie : 13 avril 2018 - Label : Rhino - Formats : CD, téléchargement                        | —                    | —                    | —                    | —                    | —                    | —                    | —                    | —                    | 48                   | |
| Queen of Rock 'n' Roll                                                         | - Sortie : 24 novembre 2023 - Label : Rhino - Formats : CD, LP, téléchargement                 | Sortie prochainement | Sortie prochainement | Sortie prochainement | Sortie prochainement | Sortie prochainement | Sortie prochainement | Sortie prochainement | Sortie prochainement | Sortie prochainement | Sortie prochainement |
| « — » indique que l'album n'est pas sorti ou ne s'est pas classé dans le pays. |                                                                                                |                      |                      |                      |                      |                      |                      |                      |                      |                      | |

### Albums de remixes
| Titre               | Détails                                              | Meilleurs classements |
| Titre               | Détails                                              | AUS                   |
| ------------------- | ---------------------------------------------------- | --------------------- |
| Private Dance Mixes | - Sortie : 1985 - Label : Capitol - Formats : CD, LP | 64                    |

### Bandes originales
| Mad Max Beyond Thunderdome (Maurice Jarre, Tina Turner, Royal Philharmonic Orchestra) | - Sortie : 10 juillet 1985 - Label : Capitol - Formats : cassette, CD, LP        | 41 | 47 | 31 | 17 | 33 | 7 | 50 | 5 | — | - CAN : Or                                                                     |
| What's Love Got to Do with It                                                         | - Sortie : 15 juin 1993 - Label : Parlophone/Virgin - Formats : cassette, CD, LP | 17 | 8  | 30 | 6  | 5  | 8 | 12 | 5 | 1 | - US : Platine - AUT : Or - CAN : Or - ALL : Or - SUI : Platine - UK : Platine |
| « — » indique que l'album n'est pas sorti ou ne s'est pas classé dans le pays.        |                                                                                  |    |    |    |    |    |   |    |   |   |                                                                                |

### Projets collectifs
- Beyond: Buddhist and Christian Prayers (2009) (avec Regula Curti et Dechen Shak-Dagsay)
- Children Beyond (2011) (album collectif avec Regula Curti, Tina Turner, Dechen Shak-Dagsay et Children United In Prayer)
- Love Within: Beyond (2014) (avec Regula Curti, Dechen Shak-Dagsay et Sawani Shende Sathaye)
- Beyond: Awakening (2017) (avec Regula Curti, Sawani Shende Sathaye, Dima Orsho, Mor Kabasi et Ani Choying)

## Singles

### Années 1960
| Titre                                                           | Date | Label   | Album                              |
| --------------------------------------------------------------- | ---- | ------- | ---------------------------------- |
| Too Many Ties That Bind                                         | 1964 | Sonja   | Airwaves                           |
| You Got What You Wanted (avec Ike Turner & The Kings of Rhythm) | 1968 | Pompeii | Cussin', Cryin' & Carryin' On (en) |

### Années 1970
| Titre                                                                            | Date | Meilleurs classements | Meilleurs classements | Meilleurs classements | Meilleurs classements | Meilleurs classements | Meilleurs classements | Album          |
| Titre                                                                            | Date | US                    | US R&B                | AUS                   | BEL                   | NED                   | UK ,                  | Album          |
| -------------------------------------------------------------------------------- | ---- | --------------------- | --------------------- | --------------------- | --------------------- | --------------------- | --------------------- | -------------- |
| Baby, Get It On (avec Ike Turner)                                                | 1975 | 80                    | 31                    | —                     | 20                    | 9                     | 53                    | Acid Queen     |
| Whole Lotta Love                                                                 | 1975 | —                     | 61                    | —                     | —                     | —                     | —                     | Acid Queen     |
| Acid Queen                                                                       | 1976 | —                     | —                     | —                     | —                     | —                     | —                     | Acid Queen     |
| Under My Thumb                                                                   | 1977 | —                     | —                     | 80                    | —                     | —                     | —                     | Acid Queen     |
| Viva La Money                                                                    | 1978 | —                     | —                     | —                     | —                     | —                     | —                     | Rough          |
| Root, Toot Undisputable Rock 'n Roller                                           | 1978 | —                     | —                     | —                     | —                     | —                     | —                     | Rough          |
| Sometimes When We Touch                                                          | 1979 | —                     | —                     | —                     | —                     | —                     | —                     | Rough          |
| Fruits of the Night                                                              | 1979 | —                     | —                     | —                     | —                     | —                     | —                     | Rough          |
| Love Explosion                                                                   | 1979 | —                     | —                     | —                     | —                     | —                     | —                     | Love Explosion |
| Music Keeps Me Dancin'                                                           | 1979 | —                     | —                     | —                     | —                     | —                     | —                     | Love Explosion |
| « — » indique que le single n'est pas sorti ou ne s'est pas classé dans le pays. |      |                       |                       |                       |                       |                       |                       |                |

### Années 1980
| Titre                                                                            | Date | Meilleurs classements | Meilleurs classements | Meilleurs classements | Meilleurs classements | Meilleurs classements | Meilleurs classements | Meilleurs classements | Meilleurs classements | Meilleurs classements | Meilleurs classements | Certifications                           | Album                      |
| Titre                                                                            | Date | US                    | AUS                   | AUT                   | BEL                   | CAN                   | FRA                   | ALL                   | NED                   | SUI                   | UK                    | Certifications                           | Album                      |
| -------------------------------------------------------------------------------- | ---- | --------------------- | --------------------- | --------------------- | --------------------- | --------------------- | --------------------- | --------------------- | --------------------- | --------------------- | --------------------- | ---------------------------------------- | -------------------------- |
| Let's Stay Together                                                              | 1983 | 26                    | 19                    | —                     | 7                     | 43                    | —                     | 18                    | 4                     | 28                    | 6                     | - UK : Argent                            | Private Dancer             |
| Help!                                                                            | 1984 | —                     | —                     | —                     | 25                    | —                     | —                     | —                     | 14                    | —                     | 40                    |                                          | Private Dancer             |
| What's Love Got to Do with It                                                    | 1984 | 1                     | 1                     | 4                     | 20                    | 1                     | 21                    | 7                     | 10                    | 8                     | 3                     | - US : Or - CAN : Platine - UK : Platine | Private Dancer             |
| Better Be Good to Me                                                             | 1984 | 5                     | 28                    | —                     | 33                    | 6                     | —                     | 52                    | 22                    | —                     | 45                    | - CAN : Or                               | Private Dancer             |
| Private Dancer                                                                   | 1984 | 7                     | 21                    | —                     | 5                     | 11                    | —                     | 20                    | 4                     | —                     | 26                    | - UK : Argent                            | Private Dancer             |
| I Can't Stand the Rain                                                           | 1985 | —                     | —                     | 6                     | —                     | —                     | —                     | 9                     | —                     | 15                    | 57                    |                                          | Private Dancer             |
| Show Some Respect                                                                | 1985 | 37                    | —                     | —                     | —                     | 42                    | —                     | —                     | —                     | —                     | —                     |                                          | Private Dancer             |
| We Don't Need Another Hero (Thunderdome)                                         | 1985 | 2                     | 1                     | 2                     | 3                     | 1                     | 3                     | 1                     | 7                     | 1                     | 3                     | - CAN : Or - ALL : Or - UK : Argent      | Mad Max Beyond Thunderdome |
| One of the Living                                                                | 1985 | 15                    | 34                    | 12                    | 7                     | 18                    | —                     | 6                     | 10                    | 9                     | 55                    |                                          | Mad Max Beyond Thunderdome |
| Typical Male                                                                     | 1986 | 2                     | 20                    | 6                     | 17                    | 11                    | 31                    | 3                     | 8                     | 2                     | 33                    |                                          | Break Every Rule           |
| Two People                                                                       | 1986 | 30                    | —                     | 19                    | 28                    | 53                    | —                     | 10                    | 20                    | 10                    | 43                    |                                          | Break Every Rule           |
| Girls                                                                            | 1987 | —                     | —                     | —                     | —                     | —                     | —                     | —                     | 16                    | —                     | —                     |                                          | Break Every Rule           |
| What You Get Is What You See                                                     | 1987 | 13                    | 15                    | 23                    | 38                    | 23                    | —                     | 17                    | —                     | —                     | 30                    |                                          | Break Every Rule           |
| Break Every Rule                                                                 | 1987 | 74                    | 60                    | 21                    | —                     | —                     | —                     | 38                    | —                     | —                     | 43                    |                                          | Break Every Rule           |
| Back Where You Started                                                           | 1987 | —                     | —                     | —                     | —                     | 85                    | —                     | —                     | —                     | —                     | —                     |                                          | Break Every Rule           |
| Paradise Is Here                                                                 | 1987 | —                     | —                     | 25                    | —                     | —                     | —                     | 31                    | —                     | —                     | 78                    |                                          | Break Every Rule           |
| Afterglow                                                                        | 1987 | —                     | —                     | —                     | —                     | —                     | —                     | —                     | —                     | —                     | —                     |                                          | Break Every Rule           |
| Nutbush City Limits (Live)                                                       | 1988 | —                     | —                     | —                     | —                     | —                     | —                     | 45                    | —                     | —                     | —                     |                                          | Tina Live in Europe        |
| Addicted to Love (Live)                                                          | 1988 | —                     | —                     | —                     | 23                    | —                     | —                     | —                     | 19                    | —                     | 71                    |                                          | Tina Live in Europe        |
| Tonight (Live) (avec David Bowie)                                                | 1988 | —                     | —                     | —                     | 3                     | —                     | —                     | 39                    | 1                     | 17                    | —                     | - NED : Or                               | Tina Live in Europe        |
| A Change Is Gonna Come (Live)                                                    | 1988 | —                     | —                     | —                     | —                     | —                     | —                     | —                     | —                     | —                     | —                     |                                          | Tina Live in Europe        |
| 634-5789 (Live) (avec Robert Cray)                                               | 1989 | —                     | —                     | —                     | 25                    | —                     | —                     | —                     | 14                    | —                     | —                     |                                          | Tina Live in Europe        |
| The Best                                                                         | 1989 | 15                    | 4                     | 2                     | 2                     | 3                     | 23                    | 4                     | 5                     | 3                     | 5                     | - AUS : Platine - UK : 2 × Platine       | Foreign Affair             |
| I Don't Wanna Lose You                                                           | 1989 | —                     | 59                    | 20                    | 9                     | —                     | —                     | 38                    | 24                    | 30                    | 8                     |                                          | Foreign Affair             |
| Steamy Windows                                                                   | 1989 | 39                    | 34                    | 18                    | 5                     | 25                    | —                     | 29                    | 16                    | 14                    | 13                    |                                          | Foreign Affair             |
| « — » indique que le single n'est pas sorti ou ne s'est pas classé dans le pays. |      |                       |                       |                       |                       |                       |                       |                       |                       |                       |                       |                                          |                            |

### Années 1990
| Titre                                                                            | Date | Meilleurs classements | Meilleurs classements | Meilleurs classements | Meilleurs classements | Meilleurs classements | Meilleurs classements | Meilleurs classements | Meilleurs classements | Meilleurs classements | Meilleurs classements | Certifications                   | Album                         |
| Titre                                                                            | Date | US                    | AUS ,                 | AUT                   | BEL                   | CAN                   | FRA                   | ALL                   | NED                   | SUI                   | UK                    | Certifications                   | Album                         |
| -------------------------------------------------------------------------------- | ---- | --------------------- | --------------------- | --------------------- | --------------------- | --------------------- | --------------------- | --------------------- | --------------------- | --------------------- | --------------------- | -------------------------------- | ----------------------------- |
| Look Me in the Heart                                                             | 1990 | —                     | 111                   | —                     | —                     | 28                    | 44                    | —                     | —                     | —                     | 31                    |                                  | Foreign Affair                |
| Foreign Affair                                                                   | 1990 | —                     | —                     | —                     | 49                    | —                     | —                     | 35                    | 55                    | —                     | —                     |                                  | Foreign Affair                |
| Be Tender with Me Baby                                                           | 1990 | —                     | —                     | —                     | —                     | —                     | —                     | —                     | 35                    | —                     | 28                    |                                  | Foreign Affair                |
| Nutbush City Limits (The 90s Version)                                            | 1991 | —                     | 16                    | 25                    | 12                    | —                     | —                     | 25                    | 11                    | 12                    | 23                    |                                  | Simply the Best               |
| Way of the World                                                                 | 1991 | —                     | 117                   | 12                    | 16                    | 70                    | 25                    | 33                    | 15                    | 29                    | 13                    |                                  | Simply the Best               |
| Love Thing                                                                       | 1991 | —                     | 62                    | —                     | —                     | 33                    | —                     | 67                    | 36                    | —                     | 29                    |                                  | Simply the Best               |
| I Want You Near Me                                                               | 1992 | —                     | —                     | —                     | —                     | —                     | —                     | 53                    | —                     | —                     | 22                    |                                  | Simply the Best               |
| (Simply) The Best (avec Jimmy Barnes)                                            | 1992 | —                     | 14                    | —                     | —                     | —                     | —                     | —                     | —                     | —                     | —                     |                                  | Simply the Best               |
| I Don't Wanna Fight                                                              | 1993 | 9                     | 39                    | 29                    | 8                     | 1                     | 49                    | 35                    | 14                    | 11                    | 7                     |                                  | What's Love Got to Do with It |
| Disco Inferno                                                                    | 1993 | —                     | 56                    | —                     | 10                    | —                     | —                     | —                     | 16                    | —                     | 12                    |                                  | What's Love Got to Do with It |
| Why Must We Wait Until Tonight                                                   | 1993 | 97                    | 153                   | —                     | 49                    | 22                    | —                     | 55                    | —                     | —                     | 16                    |                                  | What's Love Got to Do with It |
| Proud Mary                                                                       | 1993 | —                     | —                     | —                     | —                     | —                     | —                     | —                     | —                     | —                     | 44                    | - UK : Platine                   | What's Love Got to Do with It |
| GoldenEye                                                                        | 1995 | 102                   | 63                    | 5                     | 6                     | 43                    | 3                     | 8                     | 14                    | 3                     | 10                    | - ALL : Or - FRA : Or - SUI : Or | Wildest Dreams                |
| Whatever You Want                                                                | 1996 | —                     | 94                    | 27                    | 26                    | —                     | —                     | 53                    | 18                    | 18                    | 23                    |                                  | Wildest Dreams                |
| On Silent Wings (avec Sting)                                                     | 1996 | —                     | 158                   | 30                    | 36                    | —                     | —                     | 55                    | 37                    | —                     | 13                    |                                  | Wildest Dreams                |
| Missing You                                                                      | 1996 | 84                    | 130                   | —                     | —                     | 23                    | —                     | 66                    | —                     | —                     | 12                    |                                  | Wildest Dreams                |
| Something Beautiful Remains                                                      | 1996 | —                     | —                     | —                     | —                     | —                     | —                     | —                     | —                     | —                     | 27                    |                                  | Wildest Dreams                |
| In Your Wildest Dreams (avec Barry White)                                        | 1996 | 101                   | 102                   | 2                     | 18                    | —                     | —                     | 32                    | 77                    | —                     | 32                    |                                  | Wildest Dreams                |
| When the Heartache Is Over                                                       | 1999 | —                     | 120                   | 22                    | 17                    | 27                    | 49                    | 23                    | 18                    | 17                    | 10                    |                                  | Twenty Four Seven             |
| « — » indique que le single n'est pas sorti ou ne s'est pas classé dans le pays. |      |                       |                       |                       |                       |                       |                       |                       |                       |                       |                       |                                  |                               |

### Années 2000–2020
| Whatever You Need                                                                | 2000 | — | —  | —  | —  | 82 | 72 | —  | 27 |                                                           | Twenty Four Seven    |
| Don't Leave Me This Way                                                          | 2000 | — | —  | —  | —  | 78 | —  | —  | —  |                                                           | Twenty Four Seven    |
| Open Arms                                                                        | 2004 | — | —  | 31 | —  | 33 | 54 | 32 | 25 |                                                           | All the Best         |
| What's Love Got to Do with It (with Kygo)                                        | 2020 | 1 | 95 | 23 | 39 | 26 | 59 | 6  | 31 | - AUT : Or - CAN : Or - ALL : Or - SUI : Or - UK : Argent | En single uniquement |
| « — » indique que le single n'est pas sorti ou ne s'est pas classé dans le pays. |      |   |    |    |    |    |    |    |    |                                                           |                      |

### Collaborations
| Titre                                                                                | Date | Meilleurs classements | Meilleurs classements | Meilleurs classements | Meilleurs classements | Meilleurs classements | Meilleurs classements | Meilleurs classements | Meilleurs classements | Meilleurs classements | Meilleurs classements | Certifications        | Album                                             |
| Titre                                                                                | Date | US                    | AUS ,                 | AUT                   | BEL                   | CAN                   | FRA                   | ALL                   | NED ,                 | SUI                   | UK                    | Certifications        | Album                                             |
| ------------------------------------------------------------------------------------ | ---- | --------------------- | --------------------- | --------------------- | --------------------- | --------------------- | --------------------- | --------------------- | --------------------- | --------------------- | --------------------- | --------------------- | ------------------------------------------------- |
| Boxtop (avec Ike Turner et Carlson Oliver)                                           | 1958 | —                     | —                     | —                     | —                     | —                     | —                     | —                     | —                     | —                     | —                     |                       | I Like Ike! The Best of Ike Turner                |
| Poor Little Fool, (avec Fontella Bass)                                               | 1969 | —                     | —                     | —                     | —                     | —                     | —                     | —                     | —                     | —                     | —                     |                       | Cussin', Cryin' & Carryin' On                     |
| Ball of Confusion (B.E.F. featuring Tina Turner)                                     | 1982 | —                     | —                     | —                     | —                     | —                     | —                     | —                     | —                     | —                     | —                     |                       | B.E.F. Presents: Music of Quality and Distinction |
| Shame, Shame, Shame (Ike Turner featuring Tina Turner et Home Grown Funk)            | 1982 | —                     | —                     | —                     | —                     | —                     | —                     | —                     | 47                    | —                     | —                     |                       | The Edge                                          |
| Tonight (non créditée, avec David Bowie)                                             | 1984 | 53                    | 70                    | 22                    | —                     | 21                    | —                     | —                     | 45                    | 23                    | 53                    |                       | Tonight                                           |
| It's Only Love (avec Bryan Adams)                                                    | 1985 | 15                    | 57                    | 30                    | 22                    | 14                    | —                     | 44                    | 20                    | 16                    | 29                    |                       | Reckless                                          |
| Tearing Us Apart (avec Eric Clapton)                                                 | 1987 | —                     | —                     | —                     | 34                    | —                     | —                     | —                     | 29                    | —                     | 56                    |                       | August                                            |
| It Takes Two (avec Rod Stewart)                                                      | 1990 | —                     | 16                    | 15                    | 6                     | —                     | —                     | 22                    | 3                     | 10                    | 5                     |                       | Vagabond Heart                                    |
| Cose della vita (Can't Stop Thinking of You) (Eros Ramazzotti featuring Tina Turner) | 1997 | —                     | —                     | 10                    | 8                     | —                     | 6                     | 4                     | 4                     | 7                     | —                     | - FRA : Or - SUI : Or | Eros                                              |
| Hot Legs (avec Tom Jones)                                                            | 1999 | —                     | —                     | —                     | —                     | —                     | —                     | —                     | —                     | —                     | —                     |                       | Short Stories (She's A Lady)                      |
| Teach Me Again (avec Elisa)                                                          | 2006 | —                     | —                     | 65                    | —                     | —                     | —                     | 43                    | —                     | 41                    | —                     |                       | Les Enfants invisibles (Bande originale)          |
| « — » indique que le single n'est pas sorti ou ne s'est pas classé dans le pays.     |      |                       |                       |                       |                       |                       |                       |                       |                       |                       |                       |                       |                                                   |

### Singles promotionnels
| Titre                                             | Date | Meilleur classement | Meilleur classement | Album                                                          |
| Titre                                             | Date | BEL Tip             | CAN AC              | Album                                                          |
| ------------------------------------------------- | ---- | ------------------- | ------------------- | -------------------------------------------------------------- |
| If This Is Our Last Time                          | 1979 | —                   | —                   | Good Hearted Woman                                             |
| Are You Breaking My Heart                         | 1980 | —                   | —                   | En single uniquement                                           |
| Stand By Your Man                                 | 1985 | —                   | —                   | Tina Turner Goes Country                                       |
| Overnight Sensation                               | 1986 | —                   | —                   | Break Every Rule                                               |
| Undercover Agent for the Blues                    | 1989 | —                   | —                   | Foreign Affair                                                 |
| The Bitch Is Back                                 | 1991 | —                   | —                   | Two Rooms: Celebrating the Songs of Elton John & Bernie Taupin |
| Unfinished Sympathy                               | 1996 | —                   | —                   | Wildest Dreams                                                 |
| Talk to My Heart                                  | 2000 | —                   | —                   | Twenty Four Seven                                              |
| Twenty Four Seven                                 | 2000 | —                   | —                   | Twenty Four Seven                                              |
| Great Spirits                                     | 2003 | —                   | —                   | Frère des ours (bande originale)                               |
| Complicated Disaster                              | 2005 | —                   | —                   | All the Best                                                   |
| It Would Be a Crime                               | 2008 | —                   | —                   | Tina!                                                          |
| I'm Ready                                         | 2009 | 20                  | 31                  | Tina!                                                          |
| What's Love Got to Do with It (Symphonic Version) | 2018 | —                   | —                   | 80's Symphonic                                                 |

## Vidéographie

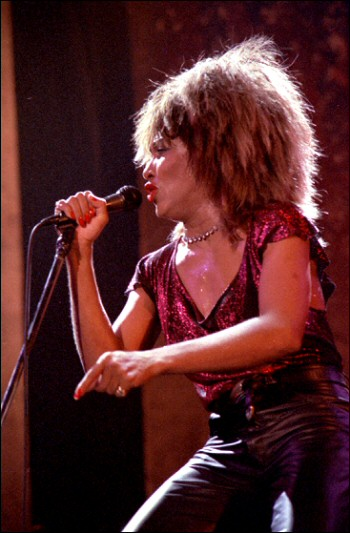
Tina Turner le 21 février 1985 au Drammenshallen, en Norvège lors du Private Dancer Tour.

### Albums vidéo
| Date | Détails | Certifications                                            |
| ---- | --- | --------------------------------------------------------- |
| 1979 | At the Apollo - Sortie : 1979 - Label : VCL Videogram - Format : VHS, Betamax                                          |                                                           |
| 1982 | Nice 'n' Rough - Sortie : 1982 - Label : EMI/Thorn - Format : VHS, LD                                                  |                                                           |
| 1984 | Private Dancer - Sortie : 1984 - Label : Pioneer - Format : VHS, Betamax, LD, Video 8                                  |                                                           |
| 1985 | Private Dancer Tour - Sortie : 1985 - Label : Sony - Format : VHS, Betamax, LD                                         |                                                           |
| 1986 | What You See Is What You Get - Sortie : 1986 - Label : Picture Music International - Format : VHS, CDV                 |                                                           |
| 1986 | Break Every Rule - Sortie : 1986 - Label : HBO Cannon Video - Format : VHS, Betamax, LD, Video 8                       |                                                           |
| 1988 | Live in Rio '88 - Sortie : 1988 - Label : Polygram - Format : VHS, CDV                                                 | - AUS : Or                                                |
| 1989 | Foreign Affair - Sortie : 1989 - Label : Capitol - Format : VHS                                                        |                                                           |
| 1991 | Do You Want Some Action? Live in Barcelona 1990 - Sortie : 1991 - Label : Polygram                                     |                                                           |
| 1991 | Simply the Best: The Video Collection - Sortie : 1991 - Label : Capitol - Format : VHS, LD, VCD                        |                                                           |
| 1992 | The Girl from Nutbush - Sortie : 1992 - Label : Strand Home Video - Format : VHS, LD                                   |                                                           |
| 1993 | What's Love...? Live - Sortie : 22 septembre 1993 - Label : Picture - Format : VHS, LD                                 |                                                           |
| 1994 | Wild Lady of Rock - Sortie : 1994 - Label : Hendring - Format : VHS                                                    |                                                           |
| 1996 | Live in Amsterdam – Wildest Dreams Tour - Sortie : 16 septembre 1997 - Label : Fox Lorber - Format : VHS, LD, VCD, DVD | - US : Or - AUS : Platine                                 |
| 1999 | Celebrate! The Best of Tina Turner - Sortie : 21 novembre 2000 - Label : Eagle Vision, Image - Format : VHS, DVD       | - AUS : Or                                                |
| 2000 | One Last Time Live in Concert (en) - Sortie : 6 février 2001 - Label : Eagle Vision USA - Format : VHS, DVD            | - US : Platine - ALL : Or - AUS : Platine - CAN : Platine |
| 2005 | All the Best: The Live Collection (en) - Sortie : 15 mars 2005 - Label : Capitol - Format : DVD                        | - US : Or - ALL : Or - AUS : Platine                      |
| 2009 | Tina Live - Sortie : 28 septembre 2009 - Label : Parlophone - Format : DVD                                             |                                                           |

### Clips vidéo
| Date | Chanson                                                             | Réalisateur                |
| ---- | ------------------------------------------------------------------- | -------------------------- |
| 1982 | Ball of Confusion                                                   | David Mallet               |
| 1983 | Let's Stay Together                                                 | David Mallet               |
| 1984 | Help!                                                               | NC                         |
| 1984 | What's Love Got to Do with It                                       | Mark Robinson              |
| 1984 | What's Love Got to Do with It [version noir et blanc]               | Bud Schaetzle              |
| 1984 | Better Be Good to Me                                                | Brian Grant                |
| 1984 | Private Dancer                                                      | Brian Grant                |
| 1985 | It's Only Love [live] (Bryan Adams featuring Tina Turner)           | David Mallet               |
| 1985 | Show Some Respect" [live]                                           | David Mallet               |
| 1985 | We Don't Need Another Hero (Thunderdome) [version concept]          | George Miller              |
| 1985 | One of the Living                                                   | NC                         |
| 1986 | Typical Male                                                        | Brian Grant                |
| 1986 | Two People                                                          | NC                         |
| 1987 | What You Get Is What You See                                        | Peter Care                 |
| 1987 | Break Every Rule                                                    | Andy Morahan               |
| 1987 | Paradise Is Here [live]                                             | Andy Morahan               |
| 1988 | Nutbush City Limits [live à Rio de Janeiro]                         | NC                         |
| 1988 | Tonight [live] (avec David Bowie)                                   | NC                         |
| 1988 | Addicted to Love [live]                                             | David Mallet               |
| 1989 | The Best                                                            | Lol Creme                  |
| 1989 | I Don't Wanna Lose You                                              | Dominic Sena               |
| 1989 | Steamy Windows                                                      | Andy Morahan               |
| 1990 | Foreign Affair                                                      | Paula Walker               |
| 1990 | Look Me in the Heart                                                | Paula Walker               |
| 1990 | Be Tender with Me Baby [live at Woburn Abbey]                       | Nick Frye                  |
| 1990 | It Takes Two (avec Rod Stewart)                                     | David Hogan                |
| 1991 | Nutbush City Limits (The 90s Version)                               | Michael Bay et Chris Cowey |
| 1991 | Way of the World [version USA]                                      | Herb Ritts                 |
| 1991 | Way of the World [version UK]                                       | Paula Walker               |
| 1992 | Love Thing                                                          | Michael Bay                |
| 1992 | I Want You Near Me                                                  | Paula Walker               |
| 1993 | I Don't Wanna Fight [version originelle]                            | Peter Care                 |
| 1993 | I Don't Wanna Fight [version du film]                               | Peter Care                 |
| 1993 | Why Must We Wait Until Tonight                                      | Peter Care                 |
| 1993 | Disco Inferno                                                       | NC                         |
| 1993 | Proud Mary [live]                                                   | David Mallet               |
| 1995 | GoldenEye                                                           | Jake Scott                 |
| 1996 | Whatever You Want                                                   | Stephane Sednaoui          |
| 1996 | On Silent Wings                                                     | NC                         |
| 1996 | Missing You                                                         | Peter Lindbergh            |
| 1996 | Something Beautiful Remains                                         | NC                         |
| 1996 | In Your Wildest Dreams                                              | NC                         |
| 1996 | In Your Wildest Dreams [live]                                       | David Mallet               |
| 1997 | Cose della vita (Can't Stop Thinking of You) (avec Eros Ramazzotti) | Nigel Dick                 |
| 1999 | When the Heartache Is Over                                          | Paul Boyd                  |
| 2000 | Whatever You Need                                                   | Jake Nava                  |
| 2006 | Teach Me Again (avec Elisa)                                         | Stefano Veneruso           |

## Annexe
- Discographie d'Ike and Tina Turner